# Xystrocera bomfordi
Xystrocera bomfordi es una especie de escarabajo longicornio perteneciente al género Xystrocera, clasificada en la tribu Xystrocerini, de la subfamilia Cerambycinae.
Mide 20 mm de longitud. El período de actividad para los adultos se presenta en febrero.

## Distribución
Se distribuye por Mozambique.

## Taxonomía
Fue descrita por Veiga-Ferreira en 1971.
Etimología
bomfordi: nombre en honor de Peter Bomford.